# Tori (vesnice)
Tori (případně pro odlišení od stejnojmenného městečka Tori küla, tedy Vesnice Tori; německy Torgel) je vesnice v estonském kraji Järvamaa, samosprávně patřící do obce Türi.
Při vesnici se nachází někdejší stejnojmenný panský statek.